# 1961 في حرب فيتنام
شهد عام 1961 تولي جون كينيدي رئاسة الولايات المتحدة الأمريكية، الذي حاول التعامل مع الوضع العسكري والسياسي المتدهور في الفيتنام الجنوبية. تمكن الفيتكونغ بمساعدة من الفيتنام الشمالية من تحقيق مكاسب كبيرة في السيطرة على الكثير من سكان الريف في جنوب الفيتنام. قام كينيدي بتوسيع المساعدات العسكرية لحكومة الرئيس نغ، وزيادة عدد المستشارين العسكريين الأمريكيين في جنوب فيتنام، كما خفض الضغط الذي كانت إدارة أيزنهاور تمارسه على دي إيم لإصلاح حكومته وتوسيع قاعدته السياسية.
تميزت السنة بمحاولات فاترة من جيش الولايات المتحدة على تطوير قدرات أكبر في مكافحة التمرد بأمر من كينيدي.:27-38:124-9 على الرغم من أن الفريق الاستشاري للمساعدة العسكرية للولايات المتحدة (ماج) بدأ بتوفير تدريبات لمكافحة التمرد لجيش جمهورية فيتنام وقوات الأمن الأخرى. ناقشت إدارة كينيدي داخليا حول إمكانية إدخال القوات القتالية الأمريكية إلى جنوب فيتنام، لكن كينيدي قرر عدم إرسال جنود بريين. بدأت وكالة المخابرات المركزية مساعدة قوات مونتاجنارد غير النظامية. بدأ الطيارون الأمريكيون في القيام بمهام قتالية لدعم القوات البرية الفيتنامية الجنوبية، وأذن كينيدي باستخدام مبيدات الأعشاب (وكيل البرتقال) لتدمير النباتات بالقرب من الطرق التي تهددها الفيتكونغ .بحلول نهاية العام، أصبح عدد الأفراد العسكريين الأمريكيين في جنوب فيتنام 3205 مقارنة بـ900 في العام السابق
استمرت فيتنام الشمالية في حث الفيتكونغ على توخي الحذر في جنوب فيتنام، والتأكيد على أهمية النضال السياسي ضد حكومات دي إم والولايات المتحدة بدلا من النضال العسكري.

## كانون الثاني / يناير
.4 يناير
سفير الولايات المتحدة في فيتنام الجنوبية إلبريدج دوربرو أرسلت خطة لمكافحة التمرد لفيتنام الجنوبية إلى وزارة الخارجية في واشنطن.نصت الخطة على زيادة حجم أرفن من150،000 إلى170،000 لتمويلها من قبل الولايات المتحدة، وزيادة في حجم الحرس المدني من حوالي 50,000 إلى 68,000 ليتم تمويلها جزئيا من قبل الولايات المتحدة وعدد من الإصلاحات الإدارية والاقتصادية التي يتعين على حكومة دييم.:371
كانت خطة مكافحة التمرد "اعترافًا ضمنيًا بأن الجهد الأمريكي... لإنشاء جيش [فيتنامي جنوبي] يمكنه توفير الاستقرار والأمن الداخلي... قد فشل :372
6 كانون الثاني / يناير
السوفياتي رئيس الوزراء نيكيتا خروتشوف أعلن أن الاتحاد السوفيتي سيدعم حروب التحرير الوطني حول العالم:20
14 كانون الثاني / يناير
خبير مكافحة التمرد وصديق دي إم جنرال إدوارد لانسديل عاد إلى واشنطن بعد زيارة استمرت 12يوما لفيتنام الجنوبية.وكان دي أورم قد طلب زيارة لانسديل.وخلص لانسديل إلى أن الولايات المتحدة يجب أن «تدرك أن فيتنام في حالة حرجة و... التعامل معها على أنها منطقة قتالية من الحرب الباردة» دفع لانسديل لاستبدال دوربرو.ودعا إلى بذل جهد أمريكي كبير لاستعادة المبادرة، بما في ذلك فريق من المستشارين للعمل مع إدارة الشؤون الاقتصادية والاجتماعية للتأثير عليه لإجراء الإصلاحات.
17 كانون الثاني / يناير - 30 أيلول / سبتمبر 1974
عملية الزخم كانت سرية وكالة المخابرات المركزية (وكالة المخابرات المركزية) برنامج لرفع جيش حرب العصابات من الهمونغ القبائل في لاوس.:61-6
19 كانون الثاني / يناير
في اجتماع بين الرئيس المنتهية ولايته أيزنهاور والرئيس المنتخب كينيدي، لم يذكر أيزنهاور فيتنام باعتبارها واحدة من المشاكل الرئيسية التي تواجه الولايات المتحدة وصفها أيزنهاور لاوس باعتبارها مفتاح جنوب شرق آسيا:169
20 كانون الثاني / يناير
جون فيتزجيرالد كينيدي تم تنصيبه كرئيس 35للولايات المتحدة وأعلن، «يجب أن ندفع أي ثمن، تحمل أي عبء، مواجهة أي مشقة، دعم أي صديق، معارضة أي عدو، لضمان بقاء ونجاح الحرية.»
21 كانون الثاني / يناير
كتب الجنرال لانسديل إلى وزير الدفاع تعيين روبرت ماكنمارا حول زيارته الأخيرة إلى جنوب فيتنام.وقال لانسديل:«لقد كانت صدمة عندما وجدت أن رأس المال الاستثماري» كان قادرا على التسلل إلى المنطقة الأكثر إنتاجية في جنوب فيتنام والسيطرة عليها كلها تقريبا باستثناء الممرات الضيقة التي تحميها الأعمال العسكرية.
24 كانون الثاني / يناير
المكتب السياسي في فيتنام الشمالية تقييم وضع رأس المال الاستثماري في فيتنام الجنوبية.في ال المرتفعات الوسطى كان رأس المال الاستثماري يحرز تقدما بدعم جيد من سكان الريف والأقلية العرقية ديغار أو المونتانارد.في ال دلتا ميكونغ ومع ذلك، كان الوضع أقل مواتاة بسبب سهولة وصول الحكومة الفيتنامية الجنوبية إلى تلك المناطق.كانت الرسالة الثورية في المدن «ضيقة وضعيفة» حيث لم يثق الكوادر الريفية وسكان المدن ببعضهم البعض.كلف المكتب السياسي بأن يركز رأس المال الاستثماري على النضال السياسي في الجنوب و «تجنب المغامرة العسكرية.» كان عليهم الاستعداد للحرب-لكن وقت الصراع المطول لم يحن بعد.
كما أنشأ المكتب السياسي المكتب المركزي لجنوب فيتنام (كوسفن) لتنسيق النشاط العسكري والسياسي في جنوب فيتنام.ستكرس الولايات المتحدة في وقت لاحق الكثير من الجهد العسكري لإيجاد الشيوعية وتدميرها «البنتاغون»، لكن كوسفن كانت دائما منظمة متنقلة ومتفرقة على نطاق واسع ولم تكن أبدا مكانا ثابتا.:92-5
28 كانون الثاني / يناير
التقى الرئيس كينيدي بفريق الأمن القومي لأول مرة.وافق على خطة مكافحة التمرد التي اقترحها السفارة الأمريكية وأذن التمويل الإضافي اللازم لتنفيذه.دعت الخطة إلى زيادة حجم جيش جمهورية مقدونيا من150.000 إلى 170.000رجل.:180:20
أعطى الجنرال لانسديل كينيدي تقريرا متشائما عن الوضع في جنوب فيتنام.اقترح كينيدي تعيين لانسديل سفيرا في جنوب فيتنام، لكن وزارة الخارجية وعارضت وكالة المخابرات المركزية بنجاح الترشيح.كان لانسديل «ليس لاعب فريق» و «مستقل جدا.»
30 كانون الثاني / يناير
الفريق الاستشاري للمساعدة العسكرية (ماج) الرئيس العام ليونيل سي ماكغار وقال إن دي إم قام«بعمل جيد بشكل ملحوظ خلال السنوات الخمس التي قضاها في منصبه، وكانت التصريحات السلبية عنه نصف حقائق وتلميحات.يجب أن تكون سياسة الولايات المتحدة هي دعم دييم، وليس إصلاح حكومته.»:244
على العكس من ذلك، أوصى السفير دوربرو بما يلي وزير الخارجية دين راسك اضغط على دي إم لإصلاح حكومته والتهديد بحجب المساعدات إذا رفض:245
31كانون الثاني/ يناير-6 حزيران/يونيه
في ال معركة بان با دونغ ال جيش فيتنام الشعبي (بافن) وباثيت لاو هاجمت قوات الهمونغ من جيش لاو الملكي مما اضطر تفريقهم.:61-6

## شباط / فبراير
تم تشكيل القوة العسكرية لرأس المال الاستثماري، القوات المسلحة الشعبية للتحرير (بلاف) تحت قيادة تران لونغ.قبل ذلك، لم تكن هناك قيادة عسكرية شاملة للحزب الرأسمالي والمجموعات الأخرى متحدة تحت مظلة جبهة التحرير الوطني.
13 شباط / فبراير
وحث السفير دوربرو الرئيس دي إم إم على إجراء عدد من الإصلاحات المحددة وفقا لخطة مكافحة التمرد التي اشترطت المساعدات العسكرية والاقتصادية الأمريكية على إصلاحات في حكومة دي إم إم.على عكس دوربرو، أعرب رئيس ماج الجنرال ماكغار عن الرأي، بدعم من الجنرال لانسديل والسكرتير راسك، بأن وزارة الدفاع(وزارة الدفاع) يجب أن تعارض تكييف المساعدات الأمريكية على الإصلاح.:245

## آذار / مارس
1 آذار / مارس
وقال وزير الخارجية راسك للسفارة إن كينيدي«يصنف الدفاع عن فيتنام بين أعلى أولويات السياسة الخارجية الأمريكية.» وقال إن الرئيس كينيدي كان قلقا من أن حكومة دي إم لن تنجو من العامين اللذين ستستغرقهما لتنفيذ الإصلاحات المطلوبة في خطة مكافحة التمرد.:92
من هذا التاريخ، يكون الأفراد العسكريون الأمريكيون مؤهلين للحصول على ميدالية حملة فيتنام مع جهاز1960 للخدمة في جنوب فيتنام.:33
13 آذار/مارس - آب/أغسطس 1961
عملية ميلبوند كان نشر الأصول الجوية الأمريكية إلى تايلاند لاستخدامها في لاوس، ولكن تم إلغاء التدخل وسحب الوحدات في النهاية
23 آذار/مارس
القوات الجوية الأمريكية سي-47 تم إسقاط جمع المعلومات الاستخباراتية حول لاوس من قبل باثيت لاو مع مقتل ستة من أفراد الطاقم وأسر واحد.قررت الولايات المتحدة من الآن فصاعدا أن تحمل جميع الطائرات التي تعمل فوق لاوس علامات تعريف لاوس.:20
28 آذار / مارس
تم اطلاع الرئيس كينيدي من قبل وكالات الاستخبارات على الوضع المتدهور في جنوب فيتنام.وكانت هذه هي المرة الأولى التي تقدير الاستخبارات الوطنية وأعرب عن شكوكه بشأن قدرة الرئيس دي إرم على التعامل مع التمرد.قرر كينيدي إرسال 100مستشار عسكري إضافي إلى جنوب فيتنام.:20
وأشار الرئيس كينيدي إلى أهمية مكافحة التمرد منذ الأيام الأولى لرئاسته.وفي خطاب ألقاه أمام الكونغرس، قال إن الولايات المتحدة بحاجة إلى «قدرة أكبر على التعامل مع قوات حرب العصابات والتمرد والتخريب.» وتابع خطابه مع مقترحات لتوسيع الميزانية والقوات العسكرية لحرب غير تقليدية.:66-7

## نيسان / أبريل
9 نيسان / أبريل
دييم كان إعادة انتخاب رئيس فيتنام الجنوبية مع ما يقرب من 80في المئة من الأصوات.حاول رأس المال الرأسمالي تعطيل الانتخابات في المناطق الريفية.:182-3
13 نيسان / أبريل
روبرت غرينجر كير طومسون، خبير بريطاني في مكافحة التمرد ساعد البريطانيين في هزيمة تمرد شيوعي في مالايا، زار جنوب فيتنام بدعوة من الرئيس دييم وقدم تقريرا إلى دييم يوصي برنامج هاملت الاستراتيجي لهزيمة فك.سيكون طومسون مستشارا مهما للحكومة الفيتنامية الجنوبية طوال الحرب، ولكن كان له تأثير محدود فقط على كينيدي وجونسون الإدارات.:130
منتصف أبريل

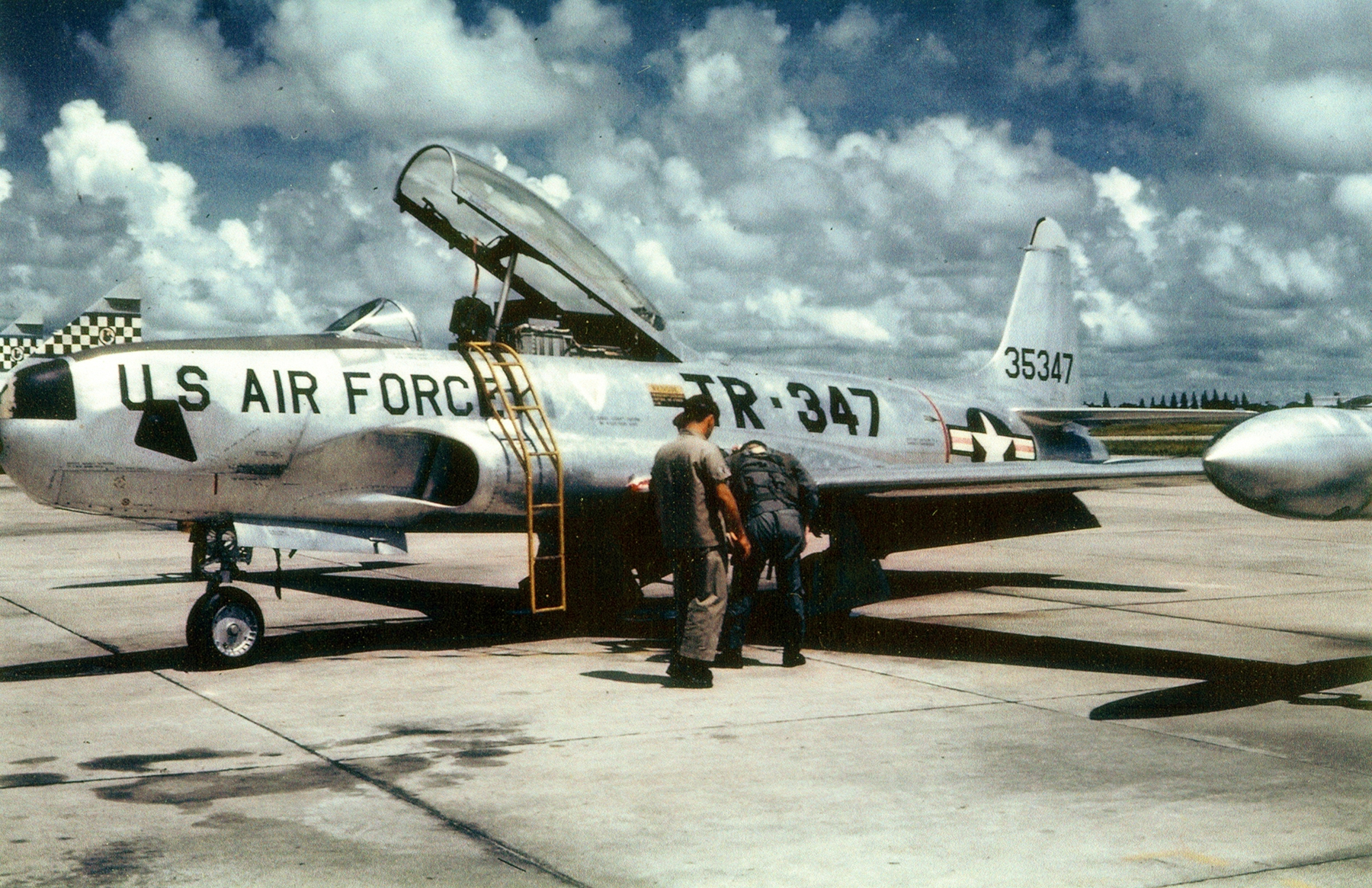
عملية الهدف الميداني رت-33

حزب متقدم من القوات الجوية الأمريكية المجموعة التكتيكية 6010وصلت إلى قاعدة دون موانج الجوية الملكية التايلاندية بناء على طلب من الحكومة التايلاندية لإنشاء نظام الإنذار الطائرات. في 20أبريل ستة إف-100سوبر سيبرس من ال سرب المقاتلات التكتيكية رقم510 مقرها في قاعدة كلارك الجوية تم نشره في دون موانج في عملية بيل تون. على 17بدأ طيارو القوات الجوية الأمريكية أبريل تحلق رت-33 في مهام الاستطلاع فوق لاوس تحت الهدف الميداني لعملية الاسم الرمزي
27 نيسان / أبريل
تقرير مجموعة دراسة رفيعة المستوى برئاسة وكيل وزارة الدفاع روزويل جيلباتريك وقال إن «فيتنام الجنوبية تقترب من المرحلة الحاسمة من معركتها من أجل البقاء» وأن الوضع«حرج ولكن ليس ميئوسا منه.» وأوصت بأن تظهر الولايات المتحدة «لأصدقائنا، الفيتناميين، وأعدائنا، الفيتكونغ، أن الولايات المتحدة تنوي الفوز في هذه المعركة.»

## مايو
2 أيار / مايو
تم إعلان وقف إطلاق النار في لاوس بين باثيت لاو والقوات الحكومية.كان الرئيس كينيدي قدفكر في التدخل العسكري الأمريكي في لاوس، لكن وقف إطلاق النار خفف التوترات بين الولايات المتحدة والاتحاد السوفيتي لدعم الفصائل اللاوسية المختلفة:231
5 أيار / مايو
في مؤتمر صحفي، سأل أحد المراسلين الرئيس كينيدي عما إذا كان يفكر في إدخال القوات القتالية الأمريكية إلى جنوب فيتنام.وقال كينيدي إنه قلق بشأ «الوابل» الذي تواجهه حكومة فيتنام الجنوبية من مقاتلي رأس المال المغامر وأن إدخال القوات وغيرها من المساعدات قيد الدراسة
6 أيار / مايو
رئيس مجلس إدارة هيئة الأركان المشتركة معلومات عامة ليمان ليمنيتزر وقال رئيس ماج ماكغار إن «كينيدي كان مستعدا لفعل أي شيء في حدود المعقول لإنقاذ جنوب شرق آسيا.» ورأى ليمنيتزر أن«الجهود الهامشية والمجزأة» لن تنقذ فيتنام الجنوبية من انتصار الشيوعيين.:92-3
10 أيار / مايو
فريدريك نولتينج وصل، وهو دبلوماسي محترف، إلى سايغون ليحل محل دوربرو كسفير للولايات المتحدة.فسر نولتينج تعليماته على أنها تهدف في المقام الأول إلى تحسين العلاقات مع دي إم، والتي توترت بسبب قيام دوربرو بتدبير دي إم لإجراء إصلاحات اجتماعية واقتصادية.سيحاول نولتينج التأثير على دي إم بالاتفاق معه ودعمه دون قيد أو شرط.قبل هذا التاريخ، لم تطأ نولتينج أقدامها في آسيا.:249
11 أيار / مايو
نائب الرئيس وصل ليندون جونسون إلى جنوب فيتنام في زيارة استمرت ثلاثة أيام.كانت تعليمات جونسون هي «التواصل مع الرئيس دييم ثقتنا به كرجل ذو مكانة عظيمة.» ودعا جونسون دي إم «ال ونستون تشرشل جنوب شرق آسيا.» كما سلم جونسون رسالة من كينيدي وافق فيها على زيادة في جيش جمهورية مقدونيا من 150.000إلى170.000 جندي وقال إن الولايات المتحدة «مستعدة للنظر في زيادة أخرى.» في تغيير كبير عن سياسة السفير دوربرو وإدارة أيزنهاور، لم يكن التمويل الأمريكي لزيادة المساعدات العسكرية مشروطا بإجراء الحكومة إصلاحات اجتماعية واقتصادية.ومع ذلك، رفض دي إرم عرض كينيدي لإدخال القوات القتالية الأمريكية إلى جنوب فيتنام قائلا إنه سيكون انتصارا دعائيا لرأس المال الاستثماري.
عند عودته إلى واشنطن، أشار جونسون إلى استياء الشعب الفيتنامي من دي إم، لكنه خلص إلى أن «الحكومة الحالية في سايغون هي البديل الواقعي الوحيد لـ فيت منه [فك] السيطرة.»
أصدر الرئيس كينيدي مذكرة عمل الأمن القومي-52التي دعت إلى دراسة زيادة جيش جمهورية مقدونيا من 170.000إلى200.000؛ توسيع مسؤوليات ماج لتشمل المساعدات للحرس المدني وفيلق الدفاع عن النفس؛ أذن إرسال 400القوات الخاصة وافق على العمليات السرية والاستخباراتية في كل من شمال وجنوب فيتنام؛ والإجراءات المقترحة لتحسين العلاقات بين الرئيس دييم والولايات المتحدة.:247
13 أيار / مايو
وحدة 92رجل من وكالة أمن الجيش، تعمل تحت غطاء وحدة البحوث الراديوية 3 (3 رو)، وصلت إلى قاعدة تان سون نهوت الجوية وأنشأت منشأة استخبارات الاتصالات في مهجورة القوات الجوية لجمهورية فيتنام (رفناف) مستودعات على قاعدة (10°48′36″N 106°38′56″E / 10.81°N 106.649°E). كان هذا أول نشر كامل لوحدة الجيش الأمريكي في جنوب فيتنام.:41-2
16 أيار / مايو
عقد المؤتمر الدولي المعني بتسوية المسألة اللاوسية في جنيف،سويسرا بناء على طلب من كمبوديا زعيم الأمير نورودوم سيهانوك.كان الهدف من الاجتماع هو إنشاء لاوس محايدة خالية من منافسات القوى العظمى والوصول إلى نهاية ودية للحرب الأهلية.كانت فيتنام الشمالية وفيتنام الجنوبية والاتحاد السوفيتي والولايات المتحدة من بين الدول المشاركة في المؤتمر.دعمت فيتنام الشمالية مفهوم لاوس المحايدة.:120-2

## حزيران / يونيه
4 حزيران / يونيه
التقى الرئيس كينيدي ورئيس الوزراء السوفيتي نيكيتا خروتشوف في فيينا،النمسا وأعرب عن دعمه لاتفاق دولي لإنشاء لاوس محايدة ومستقلة:21
9 حزيران / يونيه
طلب الرئيس دي إرم أن تدعم الولايات المتحدة زيادة في أرفن من 170,000 إلى 270,000.:98 وافقت الولايات المتحدة على تمويل زيادة قدرها 30000 فرد فقط.:21
12 حزيران / يونيه
رئيس الوزراء الصيني تشو ان لاى رئيس الوزراء الفيتنامي الشمالي فام فان دونغ في بكين اتهمت الولايات المتحدة «بالعدوان والتدخل في جنوب فيتنام.»:21-2

## تموز / يوليه
1 تموز / يوليه
معلومات عامة ماكسويل تايلور تم تعيينه من قبل كينيدي باسم «الممثل العسكري للرئيس.» تايلور، وهو جنرال متقاعد عاد إلى الخدمة من قبل كينيدي، كان بالفعل مستشارا رئيسيا في فيتنام والقضايا العسكرية.
3 تموز / يوليه
أوصت وزارة الدفاع الأمريكية بزيادة في أرفن من 170،000إلى200،000.
16 تموز / يوليه
وأوصى السفير نولتينج واشنطن بزيادة المساعدات الأمريكية لفيتنام الجنوبية لتمويل توسيع شبكة فيتنام الجنوبية، وتغطية عجز ميزان المدفوعات، وطمأنة الرئيس دييم على جدية التزام الولايات المتحدة تجاه حكومته.:249-50

## آب / أغسطس
صحافي تيودور وايت كتب رسالة إلى الرئيس كينيدي حول زيارته لفيتنام الجنوبية:«الوضع يزداد سوءا بشكل مطرد أسبوعا بعد أسبوع تقريبا.يسيطر المقاتلون الآن على كل جنوب الدلتا تقريبا-لدرجة أنني لم أجد أي أمريكي يقودني خارج سايغون في سيارته حتى بعد يوم بدون قافلة عسكرية ما يحير الجحيم مني هو أن الشيوعيين، من جانبهم، يبدو قادرا على العثور على أشخاص على استعداد للموت من أجل قضيتهم.»
1 آب / أغسطس
البعثة الدبلوماسية الفرنسية في هايفونغ ذكرت عدم الرضا على نطاق واسع مع الحكومة الفيتنامية الشمالية.كانت إجراءات التقشف وخفض الحصص الغذائية تنفر حتى «أزواج الشخصيات الأعلى رتبة في النظام»:99
10 آب / أغسطس
لأول مرة استخدمت الولايات المتحدة مبيدات الأعشاب في الحرب.طائرات أمريكية ترش مبيدات الأعشاب على الغابات القريبة داك.

## أيلول / سبتمبر
1 أيلول / سبتمبر
كتيبتان (حوالي 1000 رجل) من القوات الشيوعية التي تسللت مؤخرا إلى جنوب فيتنام من لاوس، اجتاحت كون توم، عاصمة مقاطعة كونتوم.صد الشيوعيون جهود الإنقاذ التي قام بها الجيش الجمهوري الرواندي والحرس المدني في 3سبتمبر وتلاشت في الغابة قبل وصول كتيبتين من الجيش الجمهوري الرواندي في 4سبتمبر.:40
15 أيلول / سبتمبر
أصدرت ماج خطة «خطة العمليات على المستوى الوطني المرحلية جغرافيا لمكافحة التمرد» التي تصورت تهدئة فيتنام الجنوبية بحلول نهاية عام 1964.كانت الخطوة الأولى المقترحة في الخطة هي اكتساح الجيش الجمهوري الأيرلندي من خلال «المنطقة د» التي يهيمن عليها رأس المال الاستثماري، وهي منطقة غابات 50 ميل (80 كـم) شمال شرق سايغون.لم تنفذ الحكومة الفيتنامية الجنوبية الخطة، وفضلت بدلا من ذلك خطة بديلة، وأقل تفصيلا بكثير، قدمها خبير مكافحة التمرد البريطاني روبرت طومسون.:66-7
17-18 أيلول / سبتمبر
تجاوز رأس المال الاستثماري 55 ميل (89 كـم) شمال سايغون.وأجروا«محاكمة شعبية» لرئيس المقاطعة ونائبه ثم قطعوا رأس الرجلين في ساحة البلدة
21 أيلول / سبتمبر
ال 5مجموعة القوات الخاصة تم تفعيلها في فورت براج، ستشهد خدمة واسعة النطاق في الحرب.:36
30 أيلول / سبتمبر
أنشأت المملكة المتحدة البعثة الاستشارية البريطانية (بريام) في سايغون تحت روبرت طومسون.سوف يقدم بريام المشورة للرئيس دي إرم بشأن إستراتيجية مكافحة التمرد والعمل كبديل لـماج

## تشرين الأول / أكتوبر
2 تشرين الأول / أكتوبر
في حديثه إلى جمعيته الوطنية، قال الرئيس دي إرم إنه"لم تعد حرب عصابات بل حرب يشنها عدو يهاجمنا بوحدات نظامية مجهزة تجهيزا كاملا وثقيلا ويسعى إلى اتخاذ قرار في جنوب شرق آسيا وفقا لأوامر من الشيوعية الدولية:22-3
3 تشرين الأول / أكتوبر
ديفيد أ.نوتل، وهو الخدمات التطوعية الدولية موظف، التقى مع رئيس محطة وكالة المخابرات المركزية وليام كولبي.عملت تاتل مع شعب الرادي، واحدة من المجموعات العرقية الجبلية من دارلاك مقاطعة في المرتفعات الوسطى حول 150 ميل (240 كـم) شمال شرق سايغون.طلب كولبي من نوتل المساعدة في «إنشاء نموذج تجريبي لقرية دافع عنها مونتانارد.» كانت وكالة المخابرات المركزية والجيش الأمريكي يبحثان عن وسائل لمكافحة النفوذ المتزايد لرأس المال الاستثماري في المرتفعات الوسطى.رفض نوتل الاستراتيجية المقترحة للحكومة الفيتنامية الجنوبية وماج لوضع المونتانارد على «المحميات» وجعل ما تبقى من المرتفعات الوسطى أ منطقة النار الحرة.وبدلا من ذلك، قال إنه في حين أن الرادي لن يقاتلوا من أجل فيتنام الجنوبية، فإنهم سيدافعون عن قراهم وبالتالي يقاومون سيطرة رأس المال الاستثماري.قررت وكالة المخابرات المركزية الشروع في مشروع تجريبي لتنفيذ أفكار تاتل.
6 تشرين الأول / أكتوبر
أرسل السفير نولتينج الرسالة التالية إلى واشنطن: «اثنان من أقرب زملائي [ضباط السفارة جوزيف مندنهال ويعتقد آرثر غاردينر أن هذا البلد لا يستطيع تحقيق الوحدة المطلوبة، والتفاني الوطني الكامل، والكفاءة التنظيمية اللازمة للفوز مع دي إم على رأس.قد يكون هذا صحيحا.لا ينظم دي إم بشكل جيد، ولا يفوض المسؤولية الكافية لمرؤوسيه ولا يبدو أنه يعرف كيفية زراعة الدعم السياسي على نطاق واسع.في رأيي، هو على حق وسليم في أهدافه وصريح تماما معنا.وأعتقد أنه سيكون من الخطأ البحث عن بديل ل ديمم في هذا الوقت أو في المستقبل المنظور.إن سياستنا الحالية المتمثلة في تقديم الدعم الشامل للحكومة الحالية هنا هي، على ما أعتقد، بديلنا الوحيد الممكن.»
11 تشرين الأول / أكتوبر
قدمت هيئة الأركان المشتركة للرئيس كينيدي تقريرا يفيد بأن هزيمة رأس المال الاستثماري ستتطلب 40.000جندي أمريكي مقاتل، بالإضافة إلى 120.000 آخرين لحراسة الحدود للتعامل مع تهديدات الغزو أو التسلل من قبل فيتنام الشمالية أو الصين:23
13 تشرين الأول / أكتوبر
معلومات عامة ريتشارد جي ستيلويل، قدم تقريرا إلى وزير الجيش ورئيس أركان الجيش مشيرا إلى أن جهود الجيش لتطوير إستراتيجية مكافحة التمرد كانت فشلا في تطوير عقيدة بسيطة وديناميكية.ودعا التقرير الجيش بأكمله إلى اتخاذمكافحة التمرد كمهمة له بدلا من إنزاله إلى القوات الخاصة:43-4
18 تشرين الأول / أكتوبر
وصل الجنرال ماكسويل تايلور إلى سايغون كرئيس لبعثة أرسلها الرئيس كينيدي لدراسة جدوى التدخل العسكري الأمريكي في فيتنام.نائب مستشار الأمن القومي والتر روستو وكان الجنرال لانسديل، الخبير في مكافحة التمرد وصديق الرئيس دي إرم، من بين أعضاء وفده.في تقرير كتب تايلور بعد الرحلة، واقترح شراكة جديدة بين جنوب فيتنام والولايات المتحدة تتضمن إرسال 8000 إلى 10000 جندي أمريكي إلى جنوب فيتنام.سيسمح هؤلاء الجنود بالتخطيط المشترك للعمليات العسكرية، وتحسين المعلومات الاستخبارية، وزيادة الأنشطة السرية، والمزيد من المستشارين والمدربين والقوات الخاصة الأمريكية، وإدخال أسراب طائرات الهليكوبتر والطائرات الخفيفة الأمريكية.والأهم من ذلك، أنهم «سيقومون بعمليات قتالية ضرورية للدفاع عن النفس وأمن المنطقة التي تتمركز فيها.»:245:134
خلال زيارة تايلور، التقى الرئيس دي إرم على انفراد مع لانسديل وطلب لاحقا تعيينه في جنوب فيتنام.في حين أن، أعطى الرئيس كينيدي لانسديل مهمة محاولة الإطاحة أو القتل الكوبي زعيم فيدل كاسترو.وفقا لوالت روستو، فإن الفشل في إرسال لانسديل إلى جنوب فيتنام كان بسبب الغيرة من قبل وزارة الخارجية ووزارة الدفاع من وصول لانسديل الفريد وتأثيره مع دي إم
26 تشرين الأول / أكتوبر
تم انتقاد نهج فيتنام الشمالية ذي المسارين، بناء الاشتراكية في الشمال مع توفير دعم محدود لرأس المال الاستثماري في الجنوب، من قبل أعضاء الجمعية الوطنية في هانوي الذين أعطوا نظرة قاتمة لآفاق الثورة في جنوب فيتنام.زادت المساعدات الأمريكية المتزايدة من قدرة حكومة دي إم على قمع شعبها وإلحاق الضرر برأس المال الاستثماري.لقد سخروا من المساعدة التي قدمها الشمال إلى رأس المال الاستثماري.واستشهد أحد أعضاء الجمعية، لتوضيح نقطة الاضطهاد في الجنوب، بالإحصاءات التي جمعتها جبهة التحرير الوطني بأن حكومة دي إم قتلت 77500 شخص بين عامي 1954 و 1960 وسجنت 270.000 منشق سياسي.:117

## تشرين الثاني / نوفمبر
2 تشرين الثاني / نوفمبر
السناتور مايك مانسفيلد، الذي كان في السابق مؤيدًا قويًا للرئيس دييم، اعترض على تقرير تايلور.وطلب من الرئيس كينيدي توخي الحذر عند التفكير في الجنود الأمريكيين المقاتلين في فيتنام.قال مانسفيلد: «لا يمكننا أن نأمل في استبدال القوة المسلحة بنوع التغييرات السياسية والاقتصادية الاجتماعية التي تقدم أفضل مقاومة للشيوعية».إذا لم تتحقق الإصلاحات في جنوب فيتنام في السنوات العديدة السابقة، «لا أرى كيف يمكن للقوات القتالية الأمريكية أن تفعل ذلك اليوم». :245-6
4 نوفمبر
وفقا لروايته الخاصة لاجتماع واشنطن، مسؤول في وزارة الخارجية جورج بول حذر الجنرال تايلور ووزير الدفاع ماكنمارا من أن إدخال 8000جندي أمريكي أو أكثر إلى فيتنام الجنوبية قد يتسبب في «صراع طويل الأمد أكثر خطورة من كوريا لم تكن مشكلة فيتنام مشكلة صد الغزو العلني بل اختلاط أنفسنا في وضع ثوري مع إيحاءات قوية مناهضة للاستعمار.»:247كما أعرب ثلاثة مسؤولين آخرين في وزارة الخارجية عن معارضتهم لإدخال الجنود المقاتلين الأمريكيين: أفريل هاريمان، تشيستر بولز، وجون كينيث غالبريث.كان لدى وزير الخارجية راسك تحفظات لأن دييم كان «حصانا خاسرا»:137
شعب ريد في بون إيناو، قرية من 400شخص من مدينة حظر لي ثوت، عقد اتفاقا مع آر في إن ووكالة المخابرات المركزية لتكون بمثابة قرية نموذجية للدفاع عنها ضد رأس المال الاستثماري.وكانت الظروف ريد أن جميع الهجمات جيش جمهورية مقدونيا ضد قراهم وجيرانهم، وجاراي، سيتوقف، سيتم منح العفو لجميع ريد الذين ساعدوا رأس المال الاستثماري وستقدم الحكومة المساعدة الطبية والتعليمية والزراعية.في المقابل، سينشئ بون إيناو قوة للدفاع عن النفس، مسلحة في البداية فقط بالأقواس والرماح وتحصين القرية.إذا ثبت نجاحه، فسيتم تكرار نموذج بون إيناو في أماكن أخرى في المرتفعات الوسطى التي شكلت معظم منطقة جنوب فيتنام، على الرغم من أنها لم يكن لديها سوى نسبة صغيرة من سكانها.كانت هذه بداية برنامج مجموعة الدفاع المدني غير النظامية (سيدج).
10 تشرين الثاني / نوفمبر

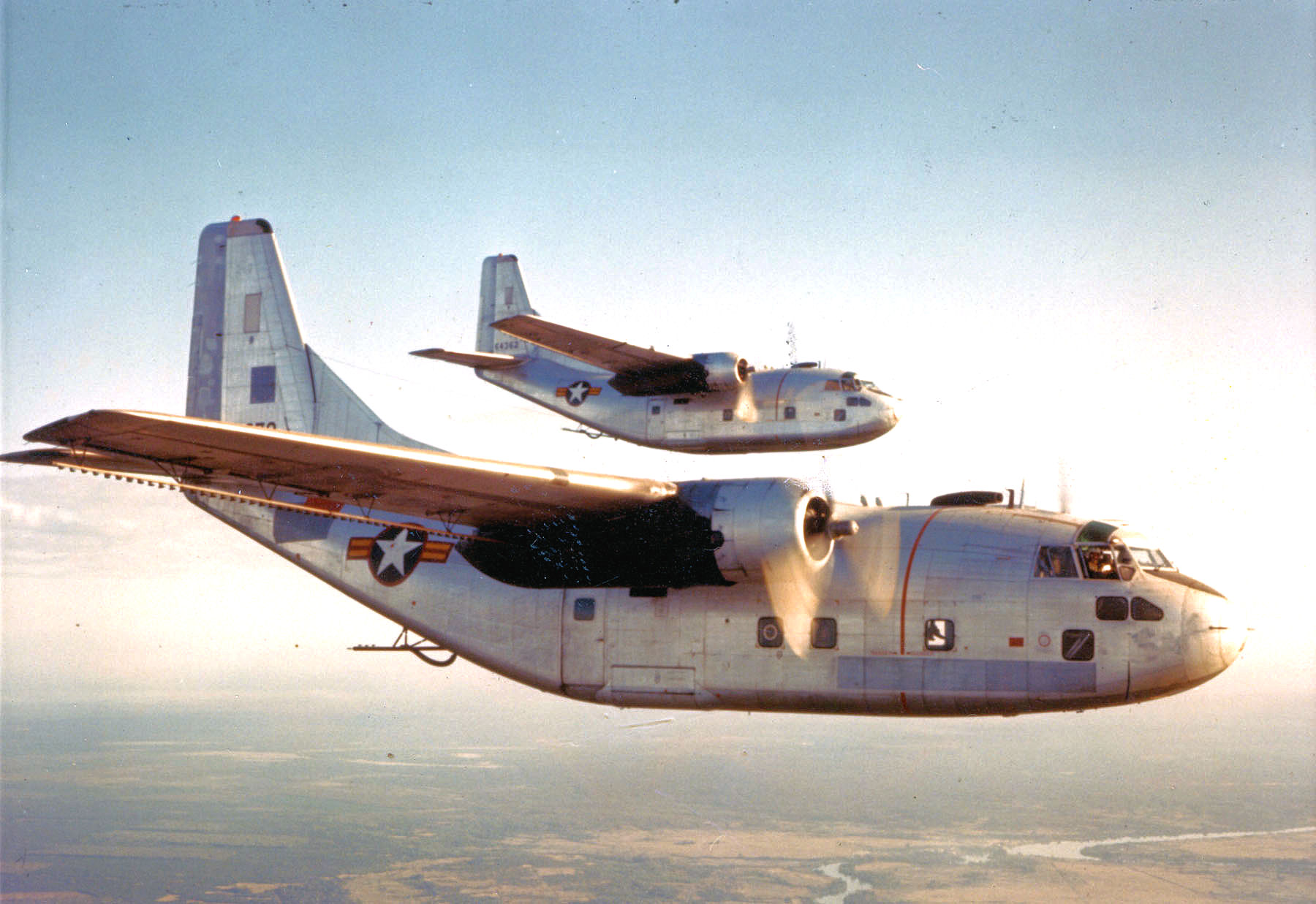
مزرعة اليد سي-123.

وافق الرئيس كينيدي على«برنامج مشترك انتقائي ومسيطر عليه بعناية للعمليات المنحلة» في فيتنام.كان من المقرر أن يكون الاستخدام الأولي لمبيدات الأعشاب لتطهير الطرق البرية الرئيسية، ولكن قد يشرع في استخدام مبيدات الأعشاب لقتل المحاصيل الغذائية.كانت هذه بداية عملية مزرعة اليد مما سيزيل الكثير من فيتنام الجنوبية خلال العقد المقبل.

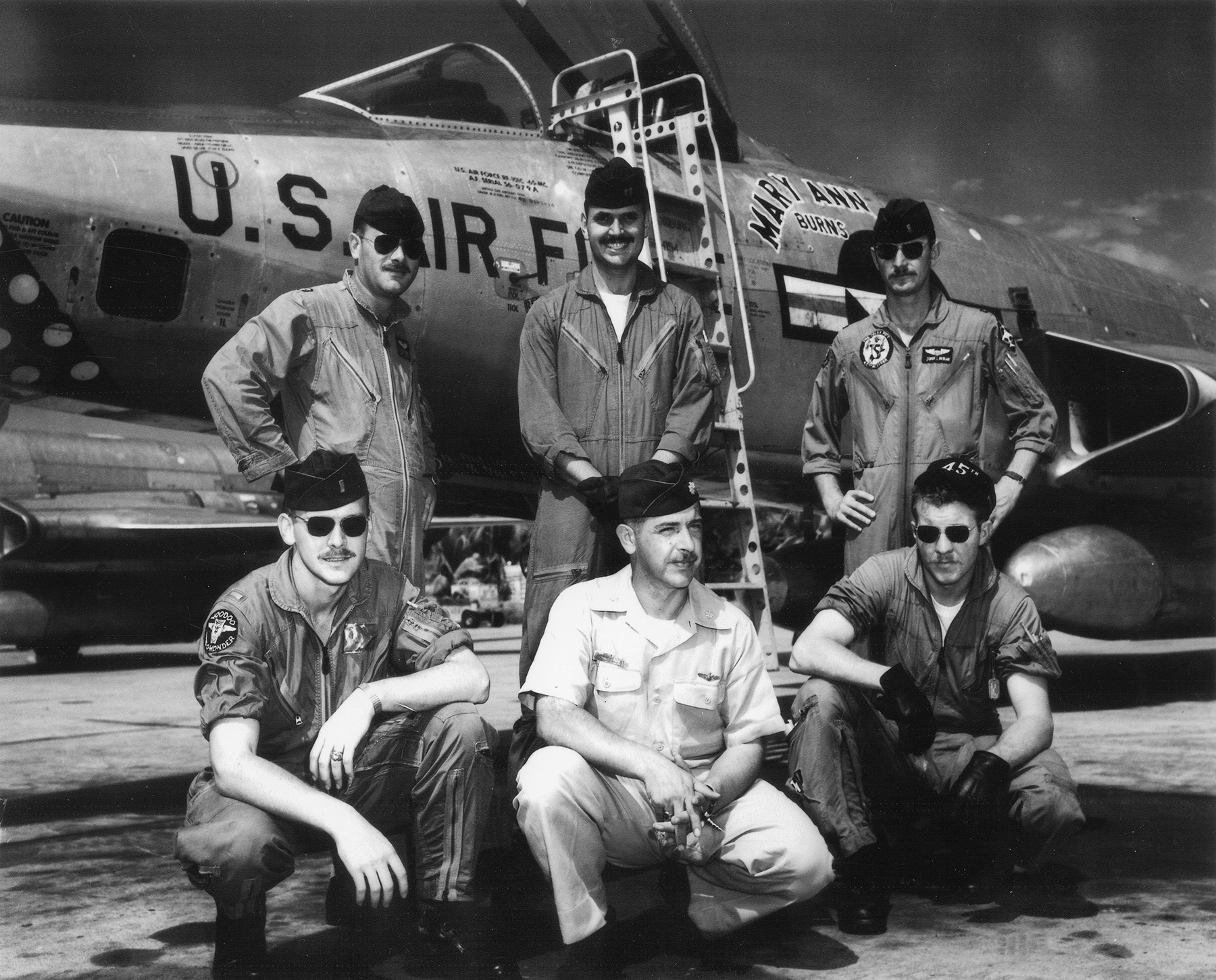
عملية أطقم الرخام قادرة أمام رف-101 ج

أربعة رف-101 ج طائرة استطلاع من سرب الاستطلاع التكتيكي 45المتمركزة في ميساوا أب، اليابان، ووصل مختبر الصور الخاص بهم إلى قاعدة دون موانج الجوية الملكية التايلاندية تحت عملية الرخام قادرة.تم إرسال طائرات آر إف-101لتحل محل طائرات آر تي-33 في القيام برحلات استطلاع جوية فوق لاوس.:75
11 تشرين الثاني / نوفمبر
قدم خبير مكافحة التمرد البريطاني روبرت طومسون خطته لتهدئة دلتا نهر الميكونغ إلى الرئيس دي إرم.كان جوهر الخطة هو كسب ولاءات سكان الريف في الدلتا بدلا من قتل رأس المال الاستثماري.بدلا من البحث والتدمير الاحتلالات العسكرية من قبل قوات الجيش الجمهوري الايرلندي الكبيرة، اقترح طومسون إجراءات«واضحة وعقد».كانت حماية القرى والقرى عملية مستمرة، وليست عملية اكتساح عسكرية عرضية.ستكون وسائل حماية القرى «قرى إستراتيجية»، قرى محصنة قليلا في مناطق منخفضة المخاطر.وفي المناطق الأكثر انعدام الأمن، لا سيما على طول الحدود الكمبودية، ستكون القرى أكثر حماية أو سيتم نقل سكان الريف.
تسببت الخطة البريطانية والتفضيل الذي أظهره الرئيس دي إرم في إثارة الذعر في ماج ورئيسها الجنرال ماكغار.كان الكثير من الخطة البريطانية مخالفا لخطط مكافحة التمرد الأمريكية.ومع ذلك، في واشنطن، تلقى العديد من مسؤولي وزارة الخارجية والبيت الأبيض الخطة البريطانية بشكل إيجابي.شكك الكثيرون في وجهة نظر وزارة الدفاع بأن القوات والتكتيكات العسكرية التقليدية ستهزم رأس المال الاستثماري.
15 تشرين الثاني / نوفمبر
في اجتماع مجلس الأمن القومي أعرب الرئيس كينيدي عن شكوكه حول حكمة إدخال الجنودالمقاتلين إلى جنوب فيتنام:250-1
16 تشرين الثاني / نوفمبر

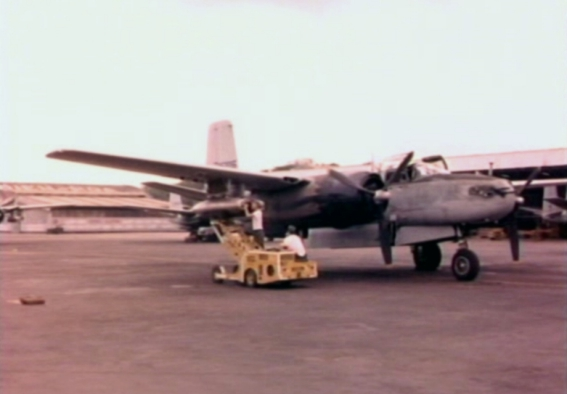
بوابة المزرعة بي-26 في قاعدة بين هوا الجوية

توقع أن يقرر الرئيس كينيدي قريبا إرسال جنود أمريكيين مقاتلين إلى جنوب فيتنام. «بوابة المزرعة» بدأت الطائرات الأمريكية في الوصول إلى جنوب فيتنام. «الغابة جيم» 1مجموعة الكوماندوز الجوية كان لتدريب رفناف باستخدام الطائرات القديمة.سيكون لدى الكوماندوز الجوي «مهمة ثانية للعمليات القتالية.»:149
22 تشرين الثاني / نوفمبر
وافق الرئيس كينيدي مذكرة عمل الأمن القومي، رقم 111 الذي أذن للولايات المتحدة بتوفير معدات ودعم إضافيين لفيتنام الجنوبية، بما في ذلك طائرات الهليكوبتر والطائرات، لتدريب الحرس المدني الفيتنامي الجنوبي وفيلق الدفاع عن النفس ومساعدة الجيش الفيتنامي الجنوبي في عدد من المجالات، بالإضافة إلى تقديم المساعدة الاقتصادية للحكومة.كما دعا جيش فيتنام الجنوبية إلى تحسين مؤسسته العسكرية وتعبئة موارده لمواصلة الحرب.وهكذا، لم يصل كينيدي إلى ما نصح به العديد من مستشاريه، بمن فيهم الجنرال تايلور: إدخال الجنود المقاتلين الأمريكيين إلى جنوب فيتنام.:251 فاجأ قرار كينيدي بعدم تقديم قوات قتالية وزارة الدفاع التي كانت تجمع القوات لتخصيصها لفيتنام الجنوبية، بما في ذلك طائرات بوابة المزرعة.:149 ومع ذلك، كان قرار كينيدي انتهاكا واضحا ولا يمكن إنكاره لـ اتفاقيات جنيف عام 1954، لا يزال ساري المفعول من الناحية الفنية.
وافق الرئيس كينيدي على استخدام مبيدات الأعشاب في جنوب فيتنام لقتل النباتات على طول الطرق وتدمير المحاصيل التي تزرع لإطعام رأس المال الاستثماري.سيصبح مبيد الأعشاب الأكثر استخداما معروفا باسم وكيل البرتقال:251
27 تشرين الثاني / نوفمبر
في البيت الأبيض في اجتماع لكبار المسؤولين، اشتكى الرئيس كينيدي من عدم وجود «دعم كامل القلب» لسياساته وطالب بمعرفة من هو المسؤول في وزارة الدفاع في واشنطن عن برنامجه الفيتنامي.وقال وزير الدفاع ماكنمارا إنه سيكون مسؤولا.كما طالب كينيدي السفير نولتينج في سايغون بريس دي إم باتخاذ إجراءات لإصلاح حكومته:146-9
30 تشرين الثاني / نوفمبر
دعا الرئيس كينيدي إلى اجتماع لكبار قادة الجيش الأمريكي.وأعرب عن خيبة أمله لأن الجيش لم يتحرك بسرعة أكبر لتنفيذ مقترحاته لمكافحة التمرد، قائلا:«أريدكم يا رفاق أن تفعلوا ذلك.أعلم أن الجيش لن يتطور في مجال مكافحة التمرد هذا ويقوم بالأشياء التي أعتقد أنه يجب القيام بها ما لم يرغب الجيش نفسه في القيام بذلك.» وتابع الاجتماع بمذكرة إلى وزير الدفاع ماكنمارا يقول فيها إنه«غير راض عن أن وزارة الدفاع، وخاصة الجيش، تمنح الدرجة اللازمة من الاهتمام والجهد لخطر التمرد وحرب العصابات.»:31

## كانون الأول / ديسمبر
1 كانون الأول / ديسمبر
وفقا لتقارير فرنسية من بعثتهم الدبلوماسية في هانوي، تم قمع العديد من الثورات التي قام بها الفلاحون والأقليات بلارحمة خلال الأشهر العديدة السابقة من قبل جيش فيتنام الشعبي أصبحت التحديات التي تواجه الحكومة نادرة:99-100
4 كانون الأول / ديسمبر
وصل عشرات من جنود القوات الخاصة التابعة للجيش الأمريكي إلى بون إيناو لبدء مشروع مجموعة التحقيق والكشف الجنائي .كانت القوات الخاصة التابعة لـجيش جمهورية فيتنام موجودة بالفعل في القرية لبناء مستوصف وسياج حول القرية، وتقوم بتدريب قوة دفاع عن النفس قوامها 30 رجلاً.قدمت وكالة المخابرات المركزية بنادق ومدافع رشاشة لقوة الدفاع عن النفس.كانت تجربة إيناو جيد بمثابة نهج شامل لتهديد التمرد، بالاعتماد على البرامج الاجتماعية والاقتصادية بالإضافة إلى التدابير العسكرية لإنشاء حركة مناهضة للشيوعية بين شعب المونتانارد الذين لم يثقوا بالفيتناميين تقليديًا من جميع المعتقدات السياسية. :16-8
تم تفويض وسام الحملة الاستكشافية للقوات المسلحة لمنح الأفراد العسكريين الأمريكيين العاملين في جنوب فيتنام اعتبارًا من 1يوليو1958 ولاوس اعتبارًا من 19أبريل1961. :39
5 ديسمبر
حث الجنرال كورتيس لوماي في سلاح الجوالأمريكي هيئة الأركان المشتركة لمحاولة إقناع الرئيس كينيدي بالموافقة على إدخال قوات قتالية كبيرة في جنوب فيتنام :162
11 ديسمبر

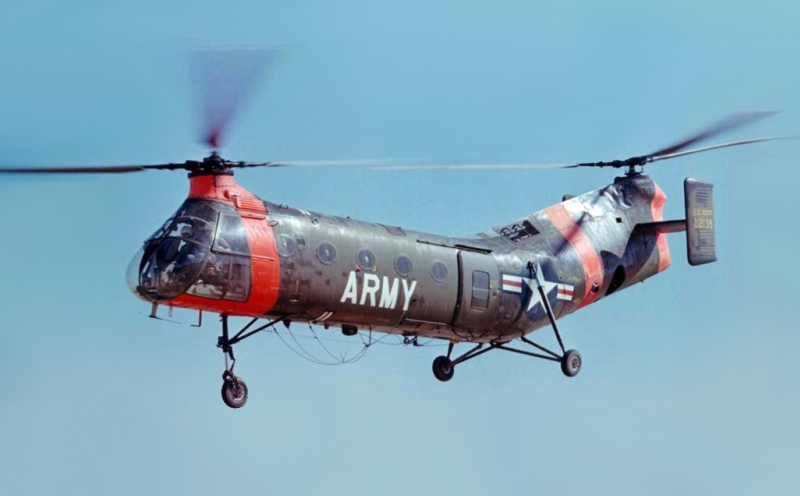
CH-21 شوني

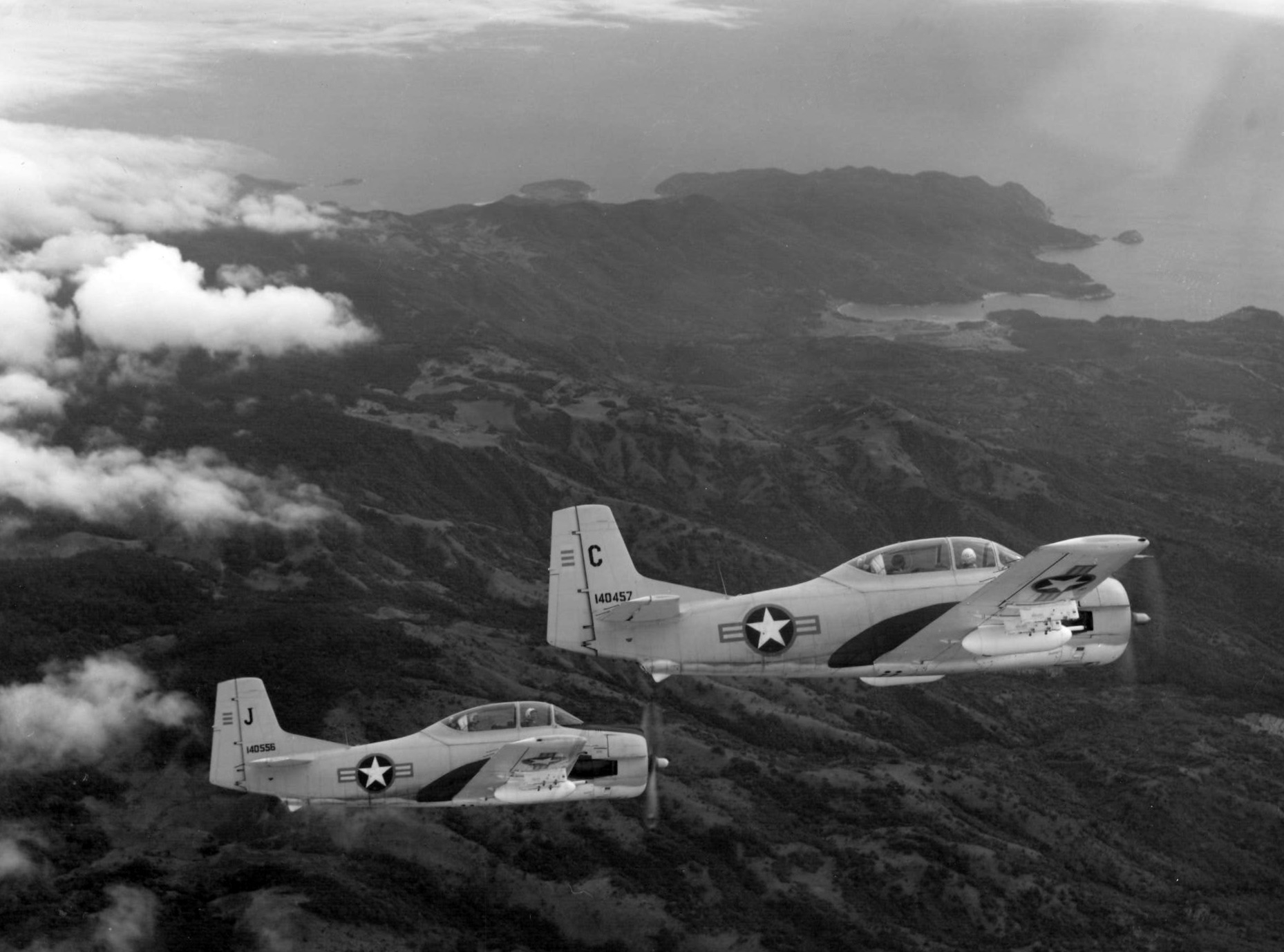
RVNAF T-28 أحصنة طروادة

وصلت «أولى الثمار» لمهمة تايلور إلى سايغون: 32 طائرة هليكوبتر من طراز بیاسکی اج-۲۱ تتسع لـ20 راكبًا، وأربع طائرات تدريب ذات محرك واحد وحوالي 400 من أفراد الطاقم الأمريكي على متن یواس‌اس کور :253 بالإضافة إلى ذلك، تم توفير 15حصان طروادة T-28C إلى جمهورية فيتنام الجوية.:75
13 ديسمبر - 10 سبتمبر 1962
كانت عملية Pincushion عبارة عن برنامج سري للقوات الخاصة الأمريكية لتدريب قبائل التلال في جنوب لاوس ليصبحوا مقاتلين في حرب العصابات في جيش لاو الملكي. :86-91
16 ديسمبر
التقى وزير الدفاع ماكنمارا مع كبار القادة العسكريين الأمريكيين في هاواي لمناقشة تنفيذ المساعدة العسكرية الموسعة لفيتنام الجنوبية.وذكر ثلاثة مبادئ: (1)لدينا سلطة كبيرة من الرئيس.(2)المال ليس هدفا ؛ (3)القيد الوحيد هو عدم إدخال القوات المقاتلة.وفي ختام الاجتماع قال ماكنمارا إن مهمة الجيش الأمريكي «كانت الفوز في جنوب فيتنام وإذا لم ننتصر لنخبره بما هو مطلوب للفوز». :158, 162
19 ديسمبر
بدأت الطلعات التدريبية القتالية الأولى في عملية بوابة المزرعة.
21 ديسمبر
كان عالم التشفير من وحدة أبحاث الراديو الثالثة التابعة لوكالة الأمن بالجيش الأمريكي يشغل جهاز استقبال PRD-1 محمول مع وحدة جيش جمهورية فيتنام بالقرب من جسر زانغ عندما تعرض لكمين من قبل VC وقتل ديفيس، ليصبح واحدًا من أوائل قتل أميركيون في قتال بري. :49-50 :39-40
31 ديسمبر
بلغ عدد الأفراد العسكريين الأمريكيين في جنوب فيتنام 3205مقابل 900في نهاية عام1960. :40قُتل 16 جنديًا أمريكيًا في جنوب فيتنام عام1961 مقارنةً بتسعة في السنوات الخمس السابقة. بلغ عدد القوات العسكرية الفيتنامية الجنوبية ما يقرب من 180.000والشرطة والميليشيات والقوات شبه العسكرية بلغ عددها159.000.:47عانت القوات المسلحة الفيتنامية الجنوبية من 4،004قتيل في القتال، أي ما يقرب من ضعف إجمالي القتلى في العام السابق.
31 كانون الأول / ديسمبر
خلال عام 1961، تسللت فيتنام الشمالية إلى 6300شخص، معظمهم من الشيوعيين الجنوبيين الذين هاجروا إلى فيتنام الشمالية في1954-1955و 317طنا من الأسلحة والمعدات إلى فيتنام الجنوبية.كان هناك ما يقرب من 35000عضو في الحزب الشيوعي في جنوب فيتنام.وقدرت الولايات المتحدة أن رأس المال الاستثماري يسيطر على 20في المائة من 15مليون شخص في جنوب فيتنام ويؤثر على 40في المائة.في دلتا نهر ميكونغ التي تزرع الأرز، يعتقد أن رأس المال الاستثماري يسيطر على سبعة من 13مقاطعة.:243-4:24-5, 47